# 4499 Davidallen
4499 Davidallen este un asteroid din centura principală, descoperit pe 4 ianuarie 1989 de Robert McNaught.